# Kveld-Úlfr

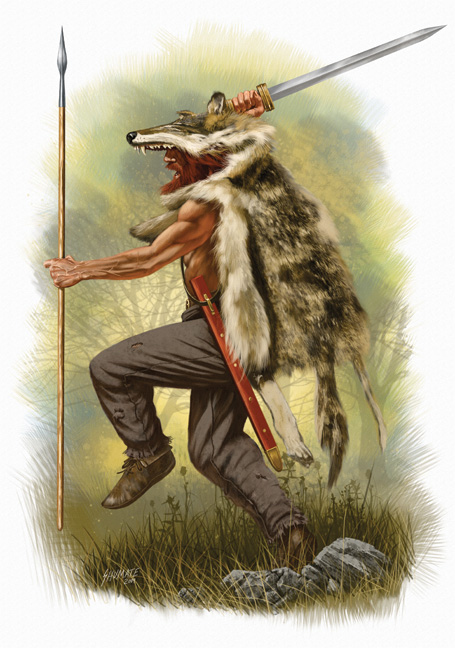
Un Úlfhéðinn.

Úlfr Bjálfason, meglio conosciuto come Kveldulfr, "lupo della sera" in norreno, fu un famoso hersir e proprietario terriero a Sogn, nel IX secolo. È il protagonista nei primi capitoli della Egils saga e appare nel Landnámabók e in altre fonti islandesi. Kveldulfr è descritto come un úlfhéðinn, un mutaforma (hamrammr), o un berserkr.

## Biografia
Kveldulfr era figlio di Bjalfi e Hallbera Ulfsdóttir, figlia di Ulf il coraggioso e sorella di Hallbjorn Halftroll. Era cugino di primo grado di Ketil Trout di Halogaland e un parente del discendente di questi, Ketil Trout di Namdalen. Kveldulf sposò Salbjorg Karadottir, la figlia del capo vichingo Berle-Kari; Kveldulf e Salbjorg ebbero due figli, Þorolfr e Grim (che è meglio conosciuto come Skalla-Grímr o "Grim il Calvo").
Kveldulfr si oppose al crescente potere di Harald Bellachioma, ma rifiutò di unirsi alla coalizione contro Harald guidata da re Kjotve il Ricco di Agder, e non combatté nell'esercito dei re di Sogn. Permise a suo figlio Þorolfr di entrare nel seguito di Bellachioma e gli fu permesso di vivere in pace nonostante non avesse giurato fedeltà al re.
In seguito Þorolfr fu ucciso dagli uomini di re Harald a causa della contesa per una tenuta a Torgar in Halogaland, che scatenò una faida che coinvolse anche i cugini del re. Con la morte del figlio, Kveldulfr fu invaso dal dolore e dalla rabbia. Dopo aver richiesto un guidrigildo per risarcimento, rifiutato dal re, Kveldulfr e suo figlio Skalla-Grímr si vendicarono uccidendo gli assassini di Þorolfr prima di fuggire in Islanda. Durante il viaggio, esausto dopo la berserksgangr, il vecchio Kveldulfr morì. Skalla-Grímr costruì la sua fattoria a Borg, vicino a dove la bara di Kveldulfr si arenò dopo essere stata mandata al largo.

## Albero genealogico
I vari protagonisti avevano legami di parentela più o meno lontani, a causa dei quali iniziarono le pretese sulla tenuta di Torgar in Halogaland, le dispute e la conseguente faida familiare.
|                                            |                                            |                                            |                                            | Ulf il Coraggioso                          |                                            |                              |                              |                                           |                                           |                                           |                                           |                                           |                                           |  |  |                                                                               |                                                                               |                                                                               |                                                                               |                                                                               |                                                                               |              |              |              |              |            |            |            |            |        |        |              |              |              |              |              |              |  |  |             |             |             |             |             |             |  |  |         |         |         |         |         |         |  |  |  |  |  |  |
|                                            |                                            |                                            |                                            |                                            |                                            |                              |                              |                                           |                                           |                                           |                                           |                                           |                                           |  |  |                                                                               |                                                                               |                                                                               |                                                                               |                                                                               |                                                                               |              |              |              |              |            |            |            |            |        |        |              |              |              |              |              |              |  |  |             |             |             |             |             |             |  |  |         |         |         |         |         |         |  |  |  |  |  |  |
|                                            |                                            |                                            |                                            |                                            |                                            |                              |                              |                                           |                                           |                                           |                                           |                                           |                                           |  |  |                                                                               |                                                                               |                                                                               |                                                                               |                                                                               |                                                                               |              |              |              |              |            |            |            |            |        |        |              |              |              |              |              |              |  |  |             |             |             |             |             |             |  |  |         |         |         |         |         |         |  |  |  |  |  |  |
|                                            |                                            |                                            |                                            | Hallbjorn Halftroll                        | Hallbjorn Halftroll                        | Hallbjorn Halftroll          | Hallbjorn Halftroll          | Hallbjorn Halftroll                       | Hallbjorn Halftroll                       |                                           |                                           |                                           |                                           |  |  |                                                                               |                                                                               |                                                                               |                                                                               | Hallbera (♀)                                                                  | Hallbera (♀)                                                                  | Hallbera (♀) | Hallbera (♀) | Hallbera (♀) | Hallbera (♀) |            |            | Bjálfi     | Bjálfi     | Bjálfi | Bjálfi | Bjálfi       | Bjálfi       |              |              |              |              |  |  | Berle-Kari  | Berle-Kari  | Berle-Kari  | Berle-Kari  | Berle-Kari  | Berle-Kari  |  |  |         |         |         |         |         |         |  |  |  |  |  |  |
|                                            |                                            |                                            |                                            | Hallbjorn Halftroll                        | Hallbjorn Halftroll                        | Hallbjorn Halftroll          | Hallbjorn Halftroll          | Hallbjorn Halftroll                       | Hallbjorn Halftroll                       |                                           |                                           |                                           |                                           |  |  |                                                                               |                                                                               |                                                                               |                                                                               | Hallbera (♀)                                                                  | Hallbera (♀)                                                                  | Hallbera (♀) | Hallbera (♀) | Hallbera (♀) | Hallbera (♀) |            |            | Bjálfi     | Bjálfi     | Bjálfi | Bjálfi | Bjálfi       | Bjálfi       |              |              |              |              |  |  | Berle-Kari  | Berle-Kari  | Berle-Kari  | Berle-Kari  | Berle-Kari  | Berle-Kari  |  |  |         |         |         |         |         |         |  |  |  |  |  |  |
|                                            |                                            |                                            |                                            |                                            |                                            |                              |                              |                                           |                                           |                                           |                                           |                                           |                                           |  |  |                                                                               |                                                                               |                                                                               |                                                                               |                                                                               |                                                                               |              |              |              |              |            |            |            |            |        |        |              |              |              |              |              |              |  |  |             |             |             |             |             |             |  |  |         |         |         |         |         |         |  |  |  |  |  |  |
|                                            |                                            |                                            |                                            |                                            |                                            |                              |                              |                                           |                                           |                                           |                                           |                                           |                                           |  |  |                                                                               |                                                                               |                                                                               |                                                                               |                                                                               |                                                                               |              |              |              |              |            |            |            |            |        |        |              |              |              |              |              |              |  |  |             |             |             |             |             |             |  |  |         |         |         |         |         |         |  |  |  |  |  |  |
|                                            |                                            |                                            |                                            | Ketil Trout (1) di Hrafnista               | Ketil Trout (1) di Hrafnista               | Ketil Trout (1) di Hrafnista | Ketil Trout (1) di Hrafnista | Ketil Trout (1) di Hrafnista              | Ketil Trout (1) di Hrafnista              |                                           |                                           |                                           |                                           |  |  |                                                                               |                                                                               |                                                                               |                                                                               |                                                                               |                                                                               |              |              | Kveld-Úlfr   | Kveld-Úlfr   | Kveld-Úlfr | Kveld-Úlfr | Kveld-Úlfr | Kveld-Úlfr |        |        | Sálbjörg     | Sálbjörg     | Sálbjörg     | Sálbjörg     | Sálbjörg     | Sálbjörg     |  |  | Olvir Hnufa | Olvir Hnufa | Olvir Hnufa | Olvir Hnufa | Olvir Hnufa | Olvir Hnufa |  |  | Eyvindr | Eyvindr | Eyvindr | Eyvindr | Eyvindr | Eyvindr |  |  |  |  |  |  |
|                                            |                                            |                                            |                                            | Ketil Trout (1) di Hrafnista               | Ketil Trout (1) di Hrafnista               | Ketil Trout (1) di Hrafnista | Ketil Trout (1) di Hrafnista | Ketil Trout (1) di Hrafnista              | Ketil Trout (1) di Hrafnista              |                                           |                                           |                                           |                                           |  |  |                                                                               |                                                                               |                                                                               |                                                                               |                                                                               |                                                                               |              |              | Kveld-Úlfr   | Kveld-Úlfr   | Kveld-Úlfr | Kveld-Úlfr | Kveld-Úlfr | Kveld-Úlfr |        |        | Sálbjörg     | Sálbjörg     | Sálbjörg     | Sálbjörg     | Sálbjörg     | Sálbjörg     |  |  | Olvir Hnufa | Olvir Hnufa | Olvir Hnufa | Olvir Hnufa | Olvir Hnufa | Olvir Hnufa |  |  | Eyvindr | Eyvindr | Eyvindr | Eyvindr | Eyvindr | Eyvindr |  |  |  |  |  |  |
|                                            |                                            |                                            |                                            |                                            |                                            |                              |                              |                                           |                                           |                                           |                                           |                                           |                                           |  |  |                                                                               |                                                                               |                                                                               |                                                                               |                                                                               |                                                                               |              |              |              |              |            |            |            |            |        |        |              |              |              |              |              |              |  |  |             |             |             |             |             |             |  |  |         |         |         |         |         |         |  |  |  |  |  |  |
|                                            |                                            |                                            |                                            |                                            |                                            |                              |                              |                                           |                                           |                                           |                                           |                                           |                                           |  |  |                                                                               |                                                                               |                                                                               |                                                                               |                                                                               |                                                                               |              |              |              |              |            |            |            |            |        |        |              |              |              |              |              |              |  |  |             |             |             |             |             |             |  |  |         |         |         |         |         |         |  |  |  |  |  |  |
| Hrafnildr in sposa con Thorkel di Namdalen | Hrafnildr in sposa con Thorkel di Namdalen | Hrafnildr in sposa con Thorkel di Namdalen | Hrafnildr in sposa con Thorkel di Namdalen | Hrafnildr in sposa con Thorkel di Namdalen | Hrafnildr in sposa con Thorkel di Namdalen |                              |                              | Helga in sposa con Brynjolfr Björgólfsson | Helga in sposa con Brynjolfr Björgólfsson | Helga in sposa con Brynjolfr Björgólfsson | Helga in sposa con Brynjolfr Björgólfsson | Helga in sposa con Brynjolfr Björgólfsson | Helga in sposa con Brynjolfr Björgólfsson |  |  | Grim Lodinkinni                                                               | Grim Lodinkinni                                                               | Grim Lodinkinni                                                               | Grim Lodinkinni                                                               | Grim Lodinkinni                                                               | Grim Lodinkinni                                                               |              |              | Þorolfr      | Þorolfr      | Þorolfr    | Þorolfr    | Þorolfr    | Þorolfr    |        |        | Skalla-Grímr | Skalla-Grímr | Skalla-Grímr | Skalla-Grímr | Skalla-Grímr | Skalla-Grímr |  |  |             |             |             |             |             |             |  |  |         |         |         |         |         |         |  |  |  |  |  |  |
| Hrafnildr in sposa con Thorkel di Namdalen | Hrafnildr in sposa con Thorkel di Namdalen | Hrafnildr in sposa con Thorkel di Namdalen | Hrafnildr in sposa con Thorkel di Namdalen | Hrafnildr in sposa con Thorkel di Namdalen | Hrafnildr in sposa con Thorkel di Namdalen |                              |                              | Helga in sposa con Brynjolfr Björgólfsson | Helga in sposa con Brynjolfr Björgólfsson | Helga in sposa con Brynjolfr Björgólfsson | Helga in sposa con Brynjolfr Björgólfsson | Helga in sposa con Brynjolfr Björgólfsson | Helga in sposa con Brynjolfr Björgólfsson |  |  | Grim Lodinkinni                                                               | Grim Lodinkinni                                                               | Grim Lodinkinni                                                               | Grim Lodinkinni                                                               | Grim Lodinkinni                                                               | Grim Lodinkinni                                                               |              |              | Þorolfr      | Þorolfr      | Þorolfr    | Þorolfr    | Þorolfr    | Þorolfr    |        |        | Skalla-Grímr | Skalla-Grímr | Skalla-Grímr | Skalla-Grímr | Skalla-Grímr | Skalla-Grímr |  |  |             |             |             |             |             |             |  |  |         |         |         |         |         |         |  |  |  |  |  |  |
| Ketil Thorkelsson detto Ketill Trout (2)   | Ketil Thorkelsson detto Ketill Trout (2)   | Ketil Thorkelsson detto Ketill Trout (2)   | Ketil Thorkelsson detto Ketill Trout (2)   | Ketil Thorkelsson detto Ketill Trout (2)   | Ketil Thorkelsson detto Ketill Trout (2)   |                              |                              | Bárðr il Bianco                           | Bárðr il Bianco                           | Bárðr il Bianco                           | Bárðr il Bianco                           | Bárðr il Bianco                           | Bárðr il Bianco                           |  |  | Sigríðr Sigurðardóttir in sposa con Bárðr, poi vedova e risposata con Þorolfr | Sigríðr Sigurðardóttir in sposa con Bárðr, poi vedova e risposata con Þorolfr | Sigríðr Sigurðardóttir in sposa con Bárðr, poi vedova e risposata con Þorolfr | Sigríðr Sigurðardóttir in sposa con Bárðr, poi vedova e risposata con Þorolfr | Sigríðr Sigurðardóttir in sposa con Bárðr, poi vedova e risposata con Þorolfr | Sigríðr Sigurðardóttir in sposa con Bárðr, poi vedova e risposata con Þorolfr |              |              |              |              |            |            |            |            |        |        |              |              |              |              |              |              |  |  |             |             |             |             |             |             |  |  |         |         |         |         |         |         |  |  |  |  |  |  |
| Ketil Thorkelsson detto Ketill Trout (2)   | Ketil Thorkelsson detto Ketill Trout (2)   | Ketil Thorkelsson detto Ketill Trout (2)   | Ketil Thorkelsson detto Ketill Trout (2)   | Ketil Thorkelsson detto Ketill Trout (2)   | Ketil Thorkelsson detto Ketill Trout (2)   |                              |                              | Bárðr il Bianco                           | Bárðr il Bianco                           | Bárðr il Bianco                           | Bárðr il Bianco                           | Bárðr il Bianco                           | Bárðr il Bianco                           |  |  | Sigríðr Sigurðardóttir in sposa con Bárðr, poi vedova e risposata con Þorolfr | Sigríðr Sigurðardóttir in sposa con Bárðr, poi vedova e risposata con Þorolfr | Sigríðr Sigurðardóttir in sposa con Bárðr, poi vedova e risposata con Þorolfr | Sigríðr Sigurðardóttir in sposa con Bárðr, poi vedova e risposata con Þorolfr | Sigríðr Sigurðardóttir in sposa con Bárðr, poi vedova e risposata con Þorolfr | Sigríðr Sigurðardóttir in sposa con Bárðr, poi vedova e risposata con Þorolfr |              |              |              |              |            |            |            |            |        |        |              |              |              |              |              |              |  |  |             |             |             |             |             |             |  |  |         |         |         |         |         |         |  |  |  |  |  |  |